# Patriotisches Lied
Das Patriotische Lied (russisch Патриотическая песня/„Patriotitscheskaja Pesnja“) war von 1990 bis 2000 die Russische Nationalhymne. Bei der Komposition handelt es sich um ein Klavierwerk von Michail Glinka. Gelegentlich wurde die Hymne wegen einer Textähnlichkeit mit dem Schlusschor von Glinkas Oper Ein Leben für den Zaren verwechselt, doch handelt es sich dabei um verschiedene Kompositionen. Unabhängig davon war auch ebendieser Opernchor als neue russische Hymne vorgeschlagen worden.
Das Lied wurde 1990, also bereits vor der Auflösung der Sowjetunion, als Hymne der Russischen SFSR ausgewählt. 1999 wurde ein Wettbewerb ausgeschrieben, um einen Text für die Hymne zu finden, den Wiktor Radugin mit seinem Text Славься, Россия! („Sei gepriesen, Russland!“) gewann. Dieser Text wurde jedoch nie offizieller Teil der Hymne, da sich der seit Anfang 2000 regierende, neue Präsident Wladimir Putin mit der neuen Hymne der Russischen Föderation für eine Rückkehr zur Melodie der alten Hymne der Sowjetunion aussprach.
Mitte der 1980er Jahre diente das Lied als Eröffnungsmelodie der Nachrichtensendung Wremja des Perwy kanal.

## Inoffizieller Text zu „Славься, Россия!“ von Wiktor Radugin
| Russisch | Transkription | Übersetzung |
| --- | --- | --- |
| Славься, славься, родина – Россия! Сквозь века и грозы ты прошла И сияет солнце над тобою И судьба твоя светла. Над старинным московским Кремлём Вьется знамя с двуглавым орлом И звучат священные слова: Славься, Русь – Отчизна моя! | Slawsja, slawsja, rodina – Rossija! Skwos weka i grosy ty proschla I sijajet solnze nad toboiu I sudba twoja swetla. Nad starinnym moskowskim Kremljom Wjotsja snamja s dwuglawym orlom I swutschat swjaschtschennyje slowa: Slawsja, Rus – Ottschisna moja! | Sei gepriesen, sei gepriesen, Heimat Russland! Du hast Jahrhunderte und Unwetter überdauert Und die Sonne scheint über dir Und deine Bestimmung ist hell. Über dem alten Moskauer Kreml Weht die Fahne mit dem zweiköpfigen Adler Und es erklingen die heiligen Worte: Sei gepriesen, Rus – mein Vaterland! |